# Pterygophyllum fragile
Pterygophyllum fragile är en bladmossart som beskrevs av Mitten 1885. Pterygophyllum fragile ingår i släktet Pterygophyllum och familjen Hookeriaceae. Inga underarter finns listade i Catalogue of Life.